# Apir
Apir è l'acronimo dell'Azienda petrolifera italiana di Romania, azienda che fu attiva negli anni trenta e quaranta del XX secolo.

## Storia
Nel 1927 il Governo italiano riconobbe l'annessione della Bessarabia, territorio già appartenuto alla Russia, da parte della Romania. In cambio di questo riconoscimento la Romania assegnò all'Italia una piccola concessione petrolifera nella zona di Ploiești, che era il centro produttivo petrolifero del Paese, all'epoca uno dei maggiori produttori mondiali di petrolio.
Venne così costituita l'APIR, una emanazione dell'AGIP, con lo scopo di sfruttare la concessione e commercializzarne la produzione, oltre ad acquistarne altra nella stessa zona produttiva.

## Produzione
Il petrolio estratto si mantenne negli anni successivi sulle 100.000 tonnellate annue, mentre altri quantitativi, crescenti con gli anni, venivano acquistati da altri produttori rumeni finché, con lo scoppio della Seconda guerra mondiale, la Romania fornì alle potenze dell'Asse la quasi totalità del petrolio necessario.
Il petrolio veniva avviato in Italia per ferrovia e raffinato principalmente nella raffineria di Fiume.